# Postbauer-Heng
Postbauer-Heng là một đô thị thuộc huyện Neumarkt bang Bayern nước Đức